# Per Bjurman
Per Bjurman, född 23 juni 1967 i Borlänge, är en svensk journalist. Han har framförallt skrivit för  Borlänge Tidning och Aftonbladet, om i första hand musik och sport, och verkar som Aftonbladets korrespondent i New York sedan 2005.

## Biografi
Per Bjurman växte upp i Borlänge och började tidigt intressera sig för journalistik. Han praktiserade på Borlänge Tidning under högstadiet i början av 1980-talet, och fortsatte med ferie- och extraarbete. Där skrev han om sport och han utvecklade tidningens nöjessidor samt skrev pop- och rock-recensioner och bevakade nöjeslivet i Borlänge.
År 1992 värvades han som frilans till Aftonbladets nöjesredaktion, Aftonbladet Puls. Han fortsatte med krönikor och recensioner och etablerade sig som tidningens musikredaktör och som kärnan i nöjesbilagan med Fredrik Virtanen och Tom Hjelte, med fast anställning från 1996. Han gjorde även viss nyhetsrapportering och skrev om sport, samt några intervjuer och porträtt i tidningen Pop. Han utsågs till "Sveriges viktigaste musikjournalist" tre år i rad 2000–2002. Utmärkelsen delas ut av branschtidningen Musikindustrin, som ges ut av skivbolagen och förlagen via Ipfi respektive Musikförläggarna.
Per Bjurman fick tjänsten som Aftonbladets utrikeskorrespondent 2005, som efterträdare till Fredrik Virtanen som haft tjänsten i två år. Han hade sett fram emot att följa ishockeyn i högstaligan NHL från pressläktaren på Madison Square Garden, men på hans första presskonferens meddelades att säsongen 2004/2005 ställdes in. När nästa säsong inleddes hade New York Rangers värvat den svenska målvakten Henrik Lundqvist, som snabbt gjorde succé och som Per Bjurman senare beskrev definierat hans vistelse i New York, för att han konstant genererade material och intresse för vad som händer i New York. Per Bjurmans recensioner och rena musikkrönikor minskades, även om kopplingar till musik ofta presenteras i krönikorna. Han började skriva mer för Aftonbladets sportbilaga Sportbladet, i synnerhet om NHL, som han också skrev om i NHL-bloggen på Aftonbladets portal.
Aftonbladet tog bort tjänsten som amerikakorrespondent 2010, och Per Bjurmans kontrakt avslutades sista februari året efter. Han valde att fortsätta som stringer, ett billigare upplägg som frilansjournalist med avtal med Aftonbladet. Han har fortsatt med NHL-bloggen, som kompletterats med andra bloggar och podcasts.
Under orkanen Sandy 2012 liverapporterade han om skadorna. Han rapporterade och skrev krönikor från sin isolering under coronaviruspandemins restriktioner 2020–2022. Det blev också en bok, Per Bjurmans debutbok; New York dagboken: det förlorade året.

## Privatliv
Per Bjurman är yngre bror till musikern Ola Bjurman. Per Bjurman hade ett kort äktenskap från 1999. Bröllopet skedde i Las Vegas, på en kyrka som hade drive-in service.